# Степково (Александровский район)
Степково — деревня в Александровском районе Владимирской области России, входит в состав Каринского сельского поселения.

## География
Деревня расположена на берегу реки Серая в 10 км на юго-восток от центра поселения села Большое Каринское и в 12 км на юг от города Александрова, в 2 км на восток от города Карабаново.

## История
В XIX — начале XX века деревня входила в состав Махринской волости Александровского уезда, с 1926 года — в составе Карабановской волости. В 1859 году в деревне числилось 61 дворов, в 1905 году — 86 дворов, в 1926 году — 106 дворов.
С 1929 года деревня являлась центром Степковского сельсовета Александровского района, с 1940 года — в составе Махринского сельсовета, с 1948 года — в составе пригородной зоны города Александрова, с 1965 года — в составе Александровского района, с 2005 года — в составе Каринского сельского поселения.

## Население
| 1859 | 1905 | 1926 | 2002 | 2010 | 2021 |
| ---- | ---- | ---- | ---- | ---- | ---- |
| 326  | ↘280 | ↗833 | ↘119 | ↘116 | ↘89  |